# Mésogée
La Mésogée (du grec moderne Μεσόγεια (Mesógeia), lui-même du grec ancien : μέσος, médian et Γαῖα, la Terre) est une plaine de l'Attique, située à l'est du mont Hymette.

## Antiquité
La Mésogée était une des trois divisions de l'Attique selon les réformes clisthéniennes, avec l'asty (ville) et la paralie (côte), base de la division en trittyes. À la fin du VIe siècle av. J.-C., la Mésogée était donc la partie intérieure de l'Attique.
Le peintre de Mésogée (en) est un artiste de la poterie protoattique.

## Grèce moderne
La plaine de Mésogée correspond à peu près aux municipalités de Pallíni, Rafína-Pikérmi, Péania, Spata-Artémis, Koropí et Markópoulo Mesogéas. L'aéroport international d'Athènes s'y trouve depuis 2001.
Elle a donné son nom à :
- La province de Mésogée, jusqu'en 2010 l'une des trois provinces de l'Attique de l'Est, avec les provinces de Lauréotique et de Marathon ;
- La Métropole de la Mésogée et de la Lauréotique ;
- L'avenue Mesogeion, reliant le quartier athénien d'Ambelókipi au nord-est de l'agglomération.

## Synonyme
Le terme Mésogée désigne également le nom grec de la mer Méditerranée, en grec moderne Μεσόγειος Θάλασσα (Mesógeios Thálassa).
Par extension, en géologie depuis le XXe siècle, Mésogée est l'un des noms proposés pour désigner la Téthys alpine, mer qui s'est refermée à l'emplacement où les Alpes se sont soulevées.